# Gemenc
Gemenc es un bosque único que se encuentra entre Szekszárd y Baja, en Hungría. Esta es la única zona restante de las mareas del Danubio en Hungría. La fauna del bosque incluye ciervos, jabalíes, cigüeñas, garzas reales, halcones gerifaltes, y águilas. Varios anfibios y reptiles también se puede encontrar allí. La población de ciervos tiene fama en todo el mundo, ya que su patrimonio genético es excepcional, y las astas de los ciervos "son impresionantes". Debido a los diferentes hábitats acuosos, muchas especies de peces también están presentes.
Gemenc es parte del parque nacional del Danubio-Drava, y es una reserva natural. Las inundaciones frecuentes del Danubio hacen gran daño a la vida silvestre.